# آرموداق
آرموداق یکی از روستاهای استان آذربایجان شرقی است که در دهستان گرمه شمالی بخش کندوان شهرستان میانه واقع شده‌است.

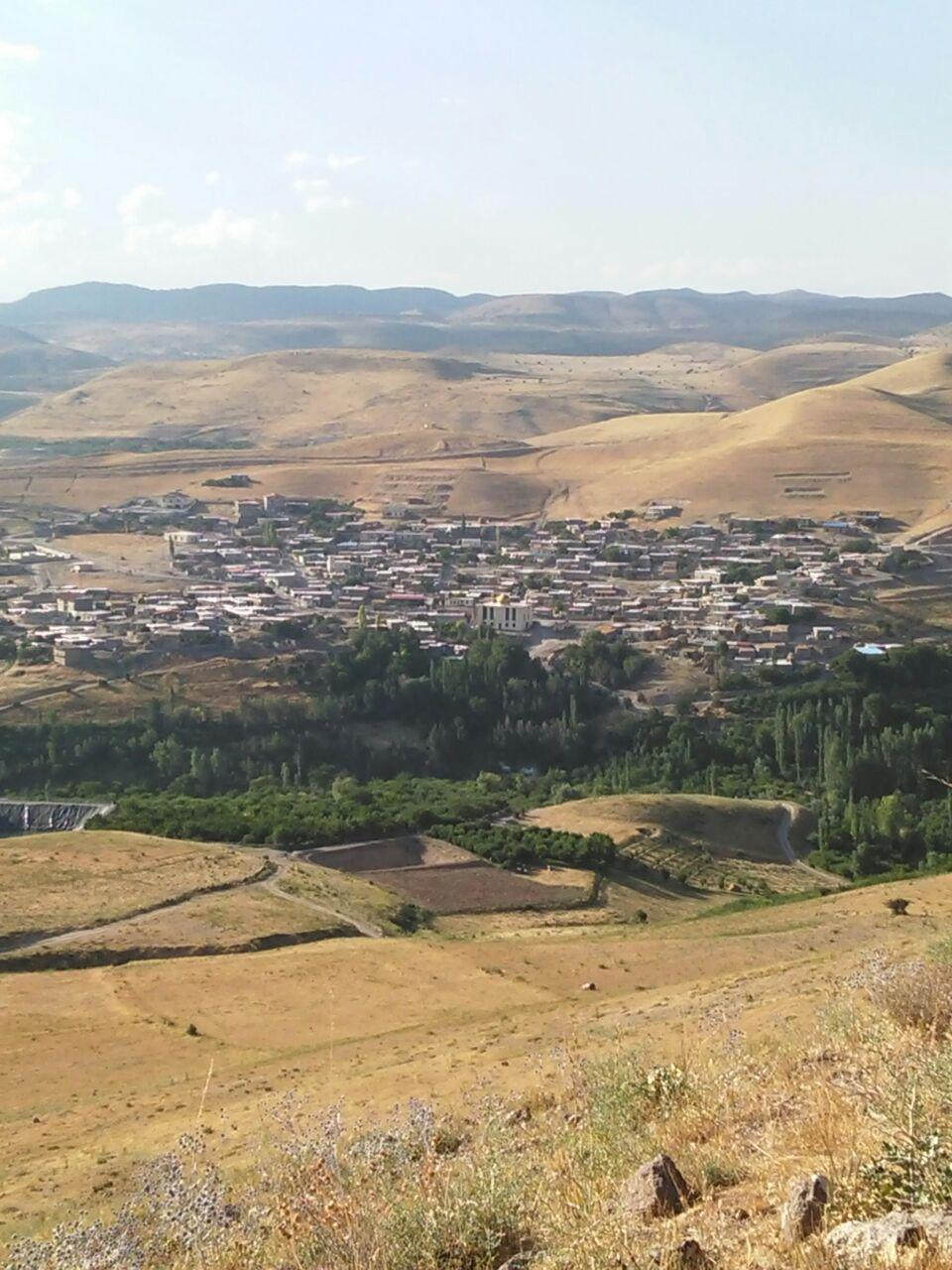
روستای آرموداق

دربند روستای آرموداق

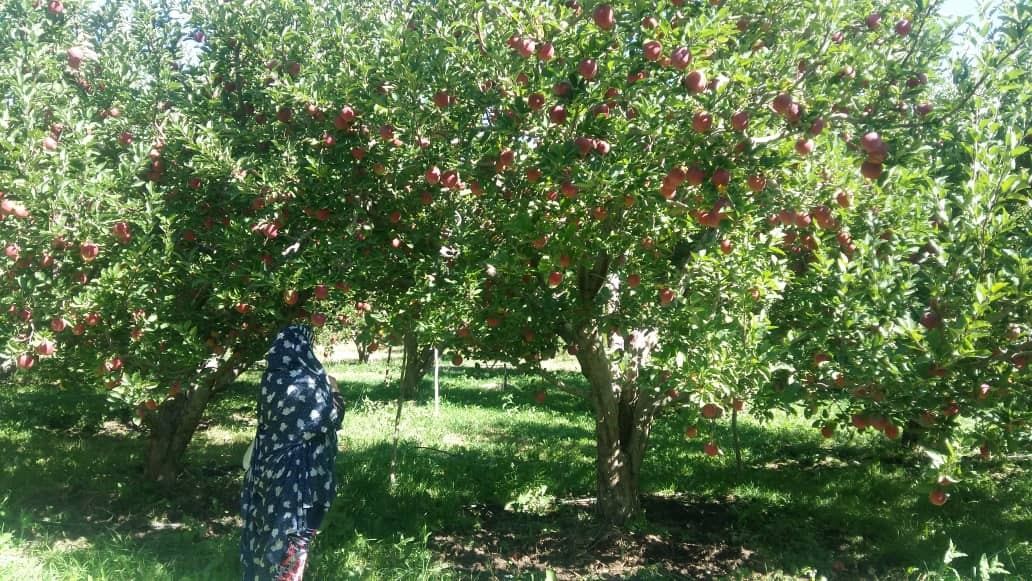
برداشت سیب از باغ های آرموداق

محصول استراتژیک آن سیب می باشد .لباس محلی زنان آن یک پیراهن دامن دار سفید است که اکثرا دست دوز خودشان می باشد.

## محصولات
این روستا دارای باغات سر سبز و حاصلخیزی است. ازجمله محصولاتی این روستا سیب،زردآلو،گیلاس،آلبالو،گردو،بادام،سنجد،گلابی،...می باشد.

## جمعیت
در آخرین سرشماری این روستا دارای 603 نفر جمعیت و185 خانوار می باشد که 354 نفر آنها مرد و 249 نفر زن می باشند.

## موقعیت
این روستا مرکز هستان گرمه شمالی بوده و در حدفاصل میانه و اردبیل قرار گرفته‌است.

## جاده کریق-آرموداق
یکی از اقداماتی که در آینده سبب خواهد شد نام این روستا را بیشتر بشنویم قرار گرفتن آن در مسیر میانبر به سوی اردبیل است که از آن به جاده آرموداق به کریق یاد می شود.
در صورت تکمیل این پروژه که در مجموع ۲۸ کیلومتر است فاصله تا مرکز کشور 120 کیلومتر کاهش می‌یابد و سبب رونق اقتصادی و گردشگری منطقه خواهد شد.
طول راه کریق به آرموداق از نیر تا میانه حدود ۱۰۰ کیلومتر می‌باشد و از این مقدار عملیات اجرایی ۲۰ کیلومتر باقی مانده که هشت کیلومتر آن در حوزه استحفاظی استان اردبیل و ۱۲ کیلومتر مربوط به حوزه آذربایجان‌شرقی است.